# Xã Minnesota, Quận Roberts, Nam Dakota
Xã Minnesota (tiếng Anh: Minnesota Township) là một xã thuộc quận Roberts, tiểu bang Nam Dakota, Hoa Kỳ. Năm 2010, dân số của xã này là 120 người.